# گاندوسو
گاندوسو (به ایتالیایی: Gandosso) یک کومونه در ایتالیا است که در استان برگامو واقع شده‌است.

## خصوصیات
گاندوسو ۳٫۱ کیلومترمربع مساحت و ۱٬۵۲۷ نفر جمعیت دارد و ۴۸۸ متر بالاتر از سطح دریا واقع شده‌است.